# Stenomacrus minutor
Stenomacrus minutor là một loài tò vò trong họ Ichneumonidae.